# Montelapiano
Montelapiano – miejscowość i gmina we Włoszech, w regionie Abruzja, w prowincji Chieti.
Według danych na rok 2004 gminę zamieszkiwało 107 osób, 13,4 os./km².